# ماجد قشيش
ماجد محمد قشيش (مواليد 4 ديسمبر 2001) هو لاعب كرة قدم سعودي يلعب حاليًا في نادي النصر.

## وصلات خارجية
ماجد قشيش على موقع قاعدة بيانات كرة القدم.إي يو (الإنجليزية)
- ماجد قشيش على موقع Soccerway.com (الإنجليزية)
- ماجد قشيش على موقع كووورة